# Marcus Gheeraerts le Jeune
Marcus Gheeraerts (également écrit Gerards ou Geerards) (Bruges, c. 1561/62 — 19 janvier 1635 ou 1636) est un peintre de la cour des Tudor, décrit comme « le plus important artiste de qualité à travailler à grande échelle en Angleterre entre Eworth et Van Dyck ». Il arrive en Angleterre, encore enfant, avec son père, le peintre Marcus Gheeraerts l'Ancien. Il est le portraitiste à la mode dans la dernière décennie du règne d'Élisabeth Ire lorsqu'il est employé par le champion et pageant-master de la reine, Henry Lee de Ditchley. Il introduit dans la peinture de cour une nouvelle esthétique en capturant le caractère et l'essence du modèle par une observation minutieuse. Un des portraits d'Elisabeth qui lui est attribué, daté vers 1592, est conservé à National Portrait Gallery de Londres.
Portraitiste favori d'Anne de Danemark, épouse de Jacques Ier, il deviendra cependant démodé dans les années 1610.